# 호테이정
호테이정(布袋町)은 아이치현 니와군에 설치되었던 정이다. 현재의 고난시에 해당한다.